# Norra Grundvattssjön
Norra Grundvattssjön är en sjö i Ljusdals kommun i Hälsingland och ingår i Ljusnans huvudavrinningsområde. Sjön har en area på 0,22 kvadratkilometer och ligger 397,1 meter över havet.

## Delavrinningsområde
Norra Grundvattssjön ingår i det delavrinningsområde (690658-147902) som SMHI kallar för Ovan 690509-148086. Medelhöjden är 372 meter över havet och ytan är 2,3 kvadratkilometer. Det finns inga avrinningsområden uppströms utan avrinningsområdet är högsta punkten. Vattendraget som avvattnar avrinningsområdet har biflödesordning 3, vilket innebär att vattnet flödar genom totalt 3 vattendrag innan det når havet efter 192 kilometer. Avrinningsområdet består mestadels av skog (76 procent). Avrinningsområdet har 0,22 kvadratkilometer vattenytor vilket ger det en sjöprocent på 9,6 procent.